# Easy Living (Sonny Rollins)
| Recensione | Giudizio |
| ---------- | -------- |
| AllMusic   |          |

Easy Living è un album in studio del sassofonista jazz statunitense Sonny Rollins, pubblicato dalla Milestone Records nell'aprile del 1978.

## Tracce
LP (1978, Milestone Records, M-9080)
Lato A
Testi e musiche di Sonny Rollins, eccetto dove indicato.
1. Isn't She Lovely – 6:39 (Stevie Wonder)
2. Down the Line – 7:59
3. My One and Only Love – 5:05 (testo: Robert Mellin – musica: Guy Wood)

Lato B
Musiche di Sonny Rollins, eccetto dove indicato.
1. Arroz con Pollo – 5:37
2. Easy Living – 6:09 (testo: Leo Robin – musica: Ralph Rainger)
3. Hear What I'm Saying – 9:40

## Musicisti
- Sonny Rollins – sassofono tenore (eccetto in: A3 e B2), sassofono soprano (solo in: A3 e B2)
- George Duke – tastiere, grand piano acustico Yamaha (A3 e B2), piano elettrico Rhodes (B1), grand piano elettrico Yamaha (A1, A2 e B3), Moog e sintetizzatore Oberheim (A1)
- Charles Icarus Johnson – chitarra (eccetto in: B2)
- Byron Miller – basso elettrico (A1)
- Paul Jackson – basso elettrico (A2, A3, B1 e B3)
- Tony Williams – batteria
- Bill Summers – congas (A1)

### Produzione
- Orrin Keepnews – produzione
- Registrazioni effettuate al Fantasy Studios di Berkeley, California, 3-6 agosto 1977, registrazioni aggiunte nel brano Isn't She Lovely al Paramount Recording Studios di Los Angeles, CA
- Jim Stern – ingegnere delle registrazioni e del remixaggio
- Phil Kaffel, Steve Williams e Wally Buck – assistenti ingegnere delle registrazioni
- Kerry McNabb – ingegnere delle registrazioni (Paramount Recording Studios)
- David Turner – mastering
- Phil Carroll – grafica copertina album originale
- Phil Bray – foto copertina album originale [3]